# Agripina Menor

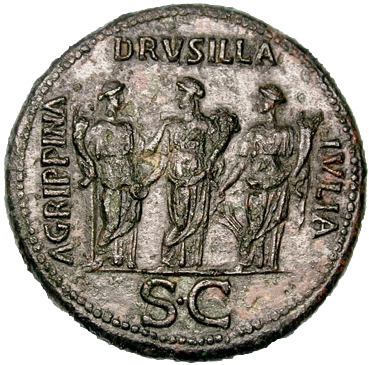
As três irmãs de Calígula, Agripina Menor, Drusila e Júlia Lívila.

Júlia Agripina Menor (em latim: Júlia Agripina Minor), também conhecida como Agripina, a Jovem ou Agripinila e, depois de 50, como Júlia Augusta Agripina, foi uma imperatriz-consorte romana e uma das mais poderosas mulheres da Dinastia júlio-claudiana. Ela era bisneta do imperador Augusto, sobrinha-neta e neta adotiva de Tibério, irmã de Calígula, sobrinha e quarta esposa de Cláudio e mãe de Nero.
Ela foi descrita nas fontes modernas e antigas com adjetivos como "implacável", "ambiciosa", "violenta" e "dominadora". Ela era bela, tinha boa reputação e, de acordo com Plínio, o Velho, ela tinha um canino duplo na direita da mandíbula superior, um sinal de boa sorte na época. Muitos dos historiadores antigos acusam Agripina de ter envenenado o imperador Cláudio, mas os relatos divergem entre si.

## Família
Agripina quarta filha de Agripina Maior e Germânico, primeira menina. Ela tinha três irmãos, Nero César, Druso César e o futuro imperador Calígula, e duas irmãs mais novas, Júlia Drusila e Júlia Lívila. Os dois irmãos mais velhos e sua mãe caíram vítimas das intrigas palacianas do prefeito pretoriano Lúcio Élio Sejano.
Ela tinha o mesmo nome da mãe, que era lembrada como uma modesta e heroica matrona. Agripina Maior era a segunda menina, quarta filha de Júlia, a Velha, com Marcos Vipsânio Agripa. Júlia era a única filha biológica do imperador Augusto com sua segunda esposa, Escribônia, uma parente de Pompeu Magno e Lúcio Cornélio Sula.
Germânico, o pai dela era general e um político popular. Sua mãe era Antônia Menor e seu pai, Nero Cláudio Druso. Ele tinha dois irmãos mais novos, Lívila e o futuro imperador Cláudio. Antônia era filha de Otávia Menor de seu segundo marido com o triúnviro Marco Antônio e Otávia, uma irmã mais velha de Augusto. O pai de Germânico, Nero Cláudio Druso (Druso, o Velho) era o segundo filho da imperatriz Lívia Drusila de seu segundo casamento com o pretor Tibério Nero e irmão mais novo de Tibério. Ambos eram filhos adotivos de Augusto. No ano 9, Augusto forçou Tibério a adotar Germânico, seu sobrinho, como filho e herdeiro e esperava que ele, seu favorito, o sucedesse. Por conta disso, Tibério era também avô adotivo de Agripina além de ser seu tio-avô.

## Nascimento e primeiros anos
Agripina nasceu em Ópido dos Úbios, um posto avançado romano na região do rio Reno que se localizava perto de onde hoje está Colônia. Ainda criança, ela viajou com os pais por todo o império até que ela e os irmãos (menos Calígula) voltaram para Roma para viverem com Antônia, que os criou. Seus pais, neste ínterim, foram até a Síria para completar outras missões oficiais. Um ano depois, em outubro, Germânico morreu subitamente em Antioquia.
A morte do pai no ano 19 provocou grande pesar no povo romano e deu origem a rumores de que ele teria sido assassinado por Cneu Calpúrnio Pisão e Munácia Plancina a mando de Tibério quando a viúva, Agripina Maior, chegou na capital trazendo as cinzas do finado marido. Agripina passou então a ser criada pela mãe, pela avó, Antônia, e pela bisavó, Lívia, todas elas nobres muito poderosas de quem ela aprendeu a arte de sobreviver na corte romana. Ela vivia no monte Palatino em Roma. O seu tio-avô Tibério já havia se tornado imperador e era o chefe da família depois da morte de Augusto em 14.

## Primeiro casamento com Cneu Domício Enobarbo
Depois de seu décimo-terceiro aniversário, em 28, Tibério arranjou para que Agripina se casasse com seu tio de segundo grau pelo lado paterno Cneu Domício Enobarbo e ordenou que o casamento fosse celebrado em Roma. Domício vinha da distinta família dos Enobarbos, de status consular. Pelo lado da mãe, Antônia Maior, Domício era sobrinho neto de Augusto, primo de Cláudio e primo de segundo grau de Agripina e Calígula. Ele tinha duas irmãs, Domícia Lépida, a Velha, e Domícia Lépida, a Jovem, esta a mãe da imperatriz Messalina.
Antônia Maior era também a irmã mais velha de Antônia Menor e a primeira filha de Otávia com Marco Antônio. De acordo com Suetônio, Domício era um homem rico de caráter desprezível e desonesto, "um homem que era todos os aspectos da vida, detestável" e que serviu como cônsul em 32. Agripina e o marido viveram entre Âncio e Roma, mas pouco se sabe da relação entre eles.

## Reinado de Calígula
Tibério morreu em 16 de março de 37 e o único irmão sobrevivente de Agripina, Calígula, se tornou o novo imperador, o que aumentou ainda mais sua influência.
Ela e as duas irmãs mais novas, Júlia Drusila e Júlia Lívila receberam várias honras do irmão:
- Elas receberam os direitos reservados às virgens vestais, como a liberdade de assistir aos jogos nos estádios nos melhores assentos.
- Moedas foram cunhadas com as imagens de Calígula e suas irmãs, algo que jamais fora feito antes.
- Calígula adicionou os nomes das irmãs em suas moções, inclusive os juramentos de lealdade ("Eu não valorizarei a minha vida ou de meus filhos acima do que valorizo a segurança do imperador e de suas irmãs") e as consulares ("Boa fortuna ao imperador e suas irmãs").

Na época que o imperador Tibério morreu, Agripina estava grávida e Domício reconhecia a paternidade da criança. Nas primeiras horas da manhã de 15 de dezembro de 37, em Âncio, Agripina deu à luz um filho. Ela e Domício o chamaram de "Lúcio Domício Enobarbo" em homenagem ao recém-falecido pai de Domício. Esta criança seria o futuro imperador Nero e foi o único filho de Agripina. Suetônio afirma que Domício foi cumprimentado pelos amigos pelo nascimento do filho, ao que ele respondia "Eu não acredito que qualquer coisa que tenha sido produzida por mim e por Agripina possa de alguma maneira ser boa para o estado ou para o povo".
Calígula e suas irmãs eram acusados na época de manterem relações incestuosas. Em 10 de junho de 38, Drusila morreu, provavelmente de uma febre que grassava na cidade na época. Ele gostava particularmente dela, tratando-a como ele faria com sua própria esposa (Lolia Paulina), mesmo sendo Drusila casada com Marco Emílio Lépido. Depois da morte dela, a relação de Calígula com Agripina e Lívila mudou e ele passou a não mais demonstrar um respeito especial ou amor por elas. Acredita-se que a partir daí ele começou a perder a sanidade.
Em 39, as duas, juntamente com o primo e viúvo de Drusila, Marco Emílio Lépido, se envolveram numa trama fracassada para matar Calígula e que ficou conhecida como Trama das Três Adagas, que tinha por objetivo colocar Lépido no trono. Eles foram descobertos e julgados: Lépido foi executado e Agripina e Lívila foram exiladas nas ilhas Pontinas. Calígula confiscou e vendeu todas as possas dos três. Em janeiro de 40, Domício morreu de edema (hidropisia) em Pirgos. Lúcio (Nero) foi viver com sua tia Domícia Lépida, a Jovem, pois o imperador tomou-lhe a herança.
Calígula e sua esposa, Milônia Cesônia, e a filha do casal, Júlia Drusila, foram assassinados em 24 de janeiro de 41. O tio de Agripina, Cláudio, irmão de seu pai, se tornou o imperador.

## Reinado de Cláudio

### Retorno do exílio
Cláudio retirou as penas de exílio de Agripina e Lívila. A primeira se reuniu com o filho e a segunda, com o marido. Depois da morte de seu primeiro esposo, Agripina se aproximou desavergonhadamente do futuro imperador Galba, que, devotado à esposa Emília Lépida, não demonstrou interesse algum. Numa certa ocasião, a sogra de Galba, no meio de um grupo de mulheres casadas, admoestou publicamente Agripina e deu-lhe um tapa na cara.
Cláudio restituiu a herança de Lúcio Nero, que havia sido confiscada por Calígula. Ele então se tornou ainda mais rico logo depois que Caio Salústio Crispo Passieno se divorciou de sua tia, Domícia Lépida, a Velha (tia paterna), para se casar com Agripina, sua mãe. Crispo era um homem proeminente, influente, rico, inteligente e poderoso, que serviu duas vezes como cônsul. Ele era também o neto adotivo e o sobrinho-bisneto do historiador Salústio. Pouco se sabe do casamento e da relação entre Crispo e Agripina, mas ele morreu logo depois e deixou toda sua fortuna para Nero.
Nos primeiros anos de seu reinado, Cláudio se casou com a infame imperatriz Messalina, uma prima paterna de segundo grau de Agripina que, apesar de muito influente, se manteve discretamente longe do palácio imperial e da corte do imperador. Entre as vítimas das intrigas de Messalina estava a Lívila, que foi acusada de adultério com Sêneca, o Jovem, e foi exilada. Ele, por outro lado, foi logo chamado de volta para ser o tutor de Nero.
Messalina considerava o filho de Agripina uma ameaça à posição de seu filho, Britânico, e enviou assassinos para estrangulá-lo enquanto dormia, mas eles fracassaram. Em 47, Crispo morreu e, no seu funeral, rumores se espalharam de que Agripina o teria envenenado para herdar sua fortuna. Depois de ficar viúva novamente, Agripina estava agora muito rica. Ainda no mesmo ano, durante os Jogos Seculares, numa apresentação de beleza masculina, Messalina compareceu juntamente com o filho. Agripina também estava presente com Nero e os dois receberam mais aplausos do público do que a imperatriz e seu filho.

### Ascensão
Depois que Messalina foi executada no ano seguinte por conspirar com Caio Sílio para derrubar o marido, Cláudio queria se casar pela quarta vez. Historiadores modernos conjecturam que o Senado romano teria pressionado para que ele se casasse com Agripina para terminar a disputa entre os ramos juliano e claudiano da Dinastia júlio-claudiana, que remontava a época da mãe de Agripina, que terminou punida juntamente com os filhos Nero César e Druso César por Tibério depois da morte de Germânico.
Seja por pressão do Senado ou pelos talentos de Agripina, Cláudio acabou se casando com ela, mesmo sendo o casamento de um tio com sua sobrinha algo mal visto na sociedade romana da época.

#### Casamento com Cláudio
Agripina e Cláudio se casaram no dia de Ano Novo de 49, desaprovado por todos. Escritores antigos argumentam que este efeito era parte do plano de Agripina para colocar Nero no trono. Ela rapidamente eliminou Lolia Paulina, a viúva de Calígula e sua rival, acusando-a no mesmo ano de magia negra. A acusada sequer foi julgada e teve todas as suas posses confiscadas, foi exilada e, por ordens de Agripina, foi forçada a cometer o suicídio.
Nos meses anteriores ao casamento com Cláudio, o primo de segundo grau de Agripina, o pretor Lúcio Júnio Silano Torquato ficou noivo da filha do imperador, Cláudia Otávia. O noivado, porém, foi desfeito em 48 quando Agripina, articulando com cônsul Lúcio Vitélio, o Velho, o pai do futuro imperador Vitélio, acusou falsamente Silano de incesto com sua irmã Júnia Calvina. Silano foi forçado a renunciar e o noivado foi desfeito. Otávia agora estava livre para se casar com Nero, filho de Agripina.
Silano se matou no dia do casamento de Agripina com Cláudio e Calvina foi exilada da Itália no início de 49 (ela só conseguiu retornar à corte quando a imperatriz morreu). No final de 54, Agripina ainda ordenaria o assassinato do irmão mais velho de Silano, Marco Júnio Silano Torquato, sem o conhecimento de Nero, para que ele não buscasse vingança contra ela pelo destino do irmão.

## Imperatriz
Agripina era agora a mulher mais poderosa do Império Romano. Na posição de madrasta de Cláudia Antônia, a filha de Cláudio com Élia Petina, e de Cláudia Otávia e Britânico, filhos dele com Messalina, ela passou a eliminar todos no palácio que ela acreditasse serem leais e dedicados à memória da finada Messalina e também quaisquer ameaças à posição de Nero como sucessor de Cláudio.
Em 50, Agripina recebeu o título de augusta, o que, naquela época, nenhuma outra mulher havia recebido enquanto o marido ainda estava vivo e foi apenas a terceira romana (Lívia e Antônia Menor foram as outras) a receber o título, sendo a segunda ainda viva (Lívia recebeu postumamente).
Também no mesmo ano, Cláudio fundou uma colônia romana e chamou-a de Colônia Cláudia Ara Agripinense (em latim: Colonia Claudia Ara Agrippinensis) ou Agripinênsio (em latim: Agrippinensium), que se tornou a cidade moderna de Colônia, em homenagem à esposa, que nasceu ali. Esta colônia foi a primeira a ser batizada em homenagem a uma mulher. Em 51, ela recebeu um carpentum, uma espécie de carruagem cerimonial utilizadas por personalidades religiosas (como as prestigiosas virgens vestais), e também várias estátuas em sua homenagem. No mesmo ano ela nomeou Sexto Afrânio Burro como líder da guarda pretoriana, substituindo o líder anterior, Rúfrio Crispino.
Agripina manipulou e influenciou Cláudio para que ele adotasse o filho dela e o nomeasse seu sucessor. Lúcio Domício Enobarbo foi, em 50, adotado pelo seu padrasto e tio-avô paterno. Seu nome foi alterado para "Nero Cláudio César Druso Germânico" e ele era agora o filho, herdeiro e sucessor de Cláudio. Agripina e Cláudia arranjaram também para que ele se casasse com Cláudia Otávia e Agripina conseguiu que Sêneca, o Jovem, retornasse do exílio para ser o tutor de seu filho.
A imperatriz conseguiu privar Britânico de seu direito hereditário e isolou-o do pai e do trono o quanto pode. Em 51, por exemplo, ela ordenou a execução do tutor do rapaz, Sosíbio, por que ele se enfureceu publicamente com a adoção de Nero e a escolha de Cláudio para sucessor.
Nero e Otávia se casaram em 9 de junho de 53. Cláudio posteriormente se arrependeu de seu casamento e de ter adotado Nero e começou a favorecer Britânico, preparando-o para o trono. Alega-se que suas ações teriam dado motivo a Agripina para eliminá-lo. As fontes antigas dizem que ela envenenou o marido em 13 de outubro de 54 com um prato de cogumelos venenosos num banquete, abrindo o caminho para que Nero rapidamente tomasse o trono como imperador. Os relatos variam muito sobre este incidente e as fontes mais modernas consideram possível (ainda que muitíssimo conveniente) que Cláudio tenha morrido de causas naturais, afinal o imperador já tinha 63 anos de idade.

## Reinado de Nero

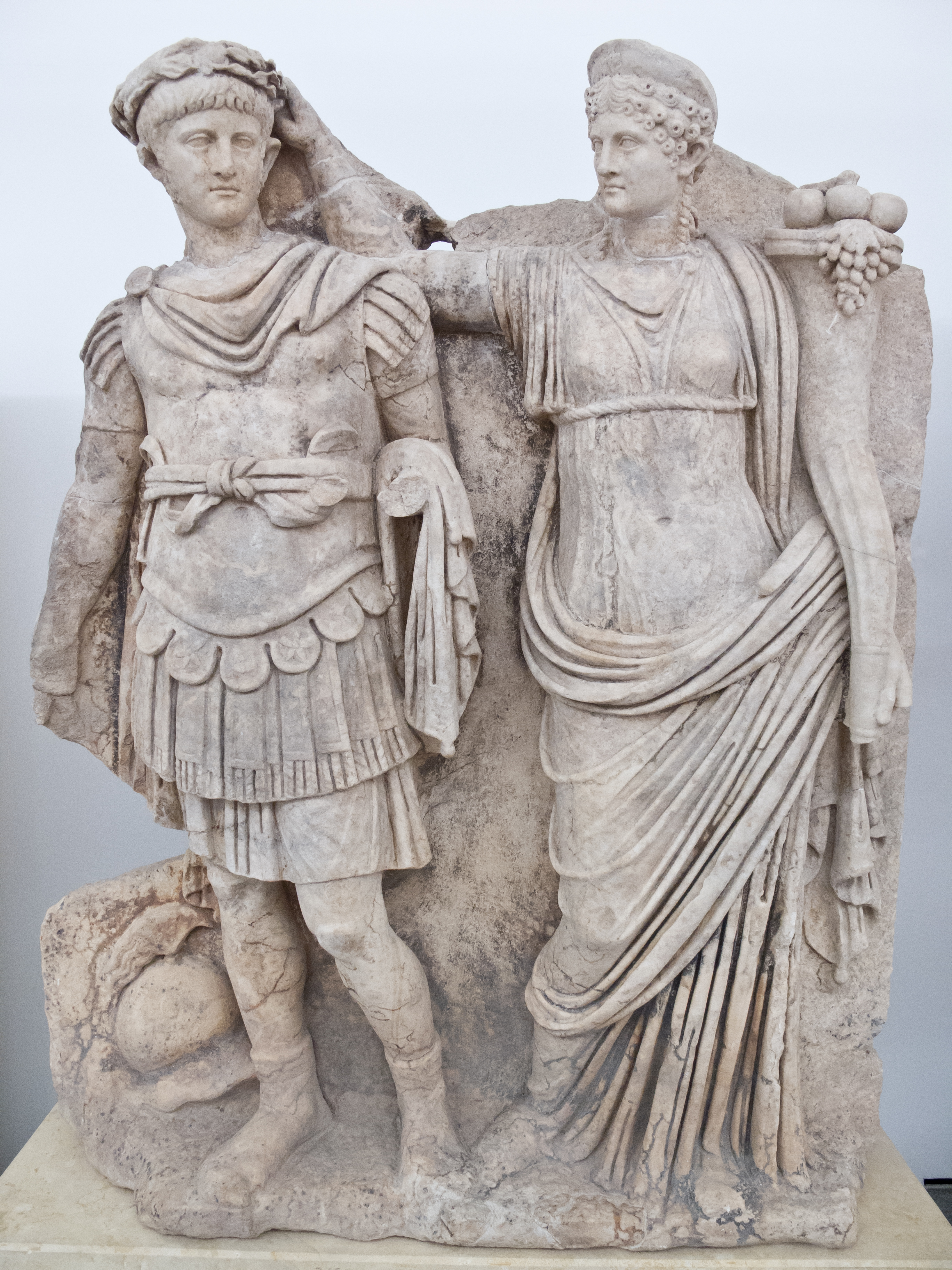
Agripina coroando seu filho Nero (c. 54–59)

Agripina foi nomeada sacerdotisa do culto do deificado Cláudio e lhe era permitido visitar os encontros no senado, assisti-lo e ouvir as deliberações por detrás de uma cortina, o que mostra que ela tinha poder de fato.
Nos primeiros meses do reinado de Nero, Agripina controlava o filho e o império. Ela perdeu o controle quando ele começou a ter um caso amoroso com a liberta Cláudia Acte, que Agripina detestava e brigou violentamente com Nero por isso. Ela começou então a apoiar Britânico em sua tentativa de se tornar imperador, mas o meio-irmão de Nero foi envenenado sorrateiramente por ordem do imperador durante um banquete em fevereiro de 55. Contudo, a disputa entre mãe e filho ainda estava só começando.
Entre 55 e 58, Agripina foi muito cuidadosa e vigiava o filho de forma crítica. Em 55, ela foi expulsa do palácio por Nero e enviada para a residência imperial. Ele também retirou-lhe todas as honras e poderes, mesmo seus guarda-costas romanos e germânicos. Nero chegou até a mesmo a ameaçar a mãe dizendo que abdicaria ao trono e iria viver na ilha grega de Rodes, tal como fizera Tibério depois de se divorciar de Júlia, a Velha. O poderoso liberto Palas, aliado de Agripina, foi dispensado da corte e sua queda, juntamente com a oposição de Burro e Sêneca, contribuíram para a perda de autoridade de Agripina.
Em 57, Agripina foi expulsa novamente e foi viver numa propriedade em Miseno. Ela continuava sendo ainda muito popular com a população romana.

## Morte e consequências
As circunstâncias que rodeiam a morte de Agripina são incertas por causa das contradições nas fontes e pelo viés antiNero que elas apresentam.

### Relato de Tácito
De acordo com Tácito, em 58 Nero se envolveu com a nobre Popeia Sabina. Por entender que um divórcio de Otávia e um casamento com Popeia não seria algum politicamente factível com Agripina ainda viva, Nero decidiu matá-la. Contudo, ele não se casou com a amante até 62, o que coloca em dúvida este raciocínio. Adicionalmente, Suetônio revela que o marido de Popeia, Otão, não foi expulso por Nero depois da morte da mãe em 59, o que torna muito improvável que Popeia, já casada, estivesse pressionando Nero para se casar. Alguns historiadores modernos teorizam que a decisão de Nero de matar Agripina tenha sido provocada pelas tramoias da própria Agripina com Caio Rubélio Plauto (um primo materno de segundo grau) ou com Britânico.
Tácito alega que Nero pensou em envenenar ou esfaquear a mãe, mas que concluiu que estes métodos eram ou muito complicados ou levantariam suspeitas e, por isso, optou por concluir um barco que afundaria se utilizado. Mesmo sabendo do plano, Agripina embarcou e quase foi esmagada pelo mecanismo que faria o barco afundar: um teto de chumbo que desmoronou na sala onde ela ficava no barco. Porém, um sofá a salvou, mas ainda assim um empregado que estava no leme morreu.
O mecanismo falhou e, por isso, a tripulação é que fez o serviço, mas a habilidosa Agripina conseguiu nadar até a margem. A amiga dela, Acerrônia Pola, foi atacada pelos remadores ainda na água ao gritar que era Agripina na intenção de ser salva primeiro e foi morta pelos golpes ou se afogou. A imperatriz-mãe. Agripina foi recebida por uma multidão de admiradores. As notícias logo chegaram a Nero e ele enviou três assassinos para finalmente executá-la.

### Relato de Suetônio
De acordo com Suetônio, Nero estava irritado com a mãe por sua insistência em vigiá-lo e tentou por três vezes envenená-la, mas ela conseguiu tomar os antídotos em tempo e sobreviveu. Ele então tentou matá-la com um mecanismo mecânico no teto do quarto dela, sobre a cama. Depois de falhar novamente, ele pensou num barco que afundaria se utilizado, seja por que o teto da cabine a esmagaria ou por que afundaria por conta no desmoronamento da cabine. Quando o barco não afundou, outros capitães de diferentes barcos colidiram com o barco para afundá-lo, mas Agripina novamente sobreviveu. Finalmente, quando Nero soube, ordenou que ela fosse executada e que a morte fosse disfarçada como suicídio.

### Dião Cássio
A história de Dião Cássio é diferente. Ele começa novamente com Popeia sendo o motivo por trás do assassinato. Nero arquitetou um navio cujo fundo se abriria quando estivesse no mar e Agripina foi posta a bordo. Quando o fundo se abriu, ela caiu na água, mas conseguiu nadar até a margem e, por isso, Nero enviou um assassino para máta-la. O imperador alegou que ela havia tentado matá-lo e depois se suicidou. Suas supostas palavras finais ao assassino quando estava prestes a matá-la foram "Ataque meu útero!", sugerindo que ela desejava ver destruída primeiro a parte de seu corpo que havia gerado um "filho tão abominável".